# Museu Nacional del Txad
El Museu Nacional del Txad és un museu nacional situat a la ciutat de N'Djamena que es va inaugurar el 6 d'octubre de 1962.
Al principi estava dividit en quatre espais dedicats a la prehistòria, la protohistòria, els arxius i la cultura. L'espai de la prehistòria des del 1965 mostra diversos elements relacionats amb la cultura del còdol, incloent material del penya-segat Amgamma, de l'Edat de pedra com destrals i puntes de sageta. El museu també incorpora la reproducció d'una recreació en vídeo d'una escena de caça del primer mil·lenni abans de Crist. Molts dels elements que formaven part del museu al principi s'han perdut per la inestabilitat del país. Malgrat això, conserva una notable col·lecció d'instruments musicals.